# Cosenza (stacja kolejowa)
Cosenza (wł. Stazione di Cosenza) – stacja kolejowa w Cosenza, w prowincji Cosenza, w regionie Kalabria, we Włoszech. Położona jest na linii Cosenza – Sibari oraz Cosenza – Paola. Jest również stacją początkową dla linii Cosenza – Catanzaro Lido obsługiwane przez Ferrovie della Calabria. Używana jest również alternatywna nazwa stacji Cosenza Vaglio Lise.
Według klasyfikacji RFI ma kategorię srebrną.

## Historia
Konstrukcja stacji Cosenza "Vaglio Lise" sięga połowy lat sześćdziesiątych i jest jednoczesne związana z nową linii Paola-Cosenza; została zatwierdzona 30 października 1969 na mocy ustawy nr. 791 sporządzony przez ówczesnego Ministra Robót Publicznych Giacomo Mancini.
Ostateczny projekt budynku pasażerskie powstał rok później, w okresie między 1971-72 przez architektów Sara Rossi i Cesare Tropea, w konsultacji z inżynierem budowlanym Mario Desideri ze studia Nervi. Prace budowlane, jednak trwała długo i zakończyła się dopiero w 1978 roku kosztem całkowitym 13 miliardów lirów. Stacja weszła do służby 31 maja 1987, zastępując starą stronę kolejową w centrum miasta. Inauguracja odbyła się w związku z otwarciem nowej linii kolejowej do Paoli.
16 grudnia 1989 został również otwarte połączenie Ferrovie della Calabria (wówczas Ferrovie Calabro Lucane), która wcześniej posiadała swój przystanek na stacji Cosenza Centro.

## Linie kolejowe
- Cosenza – Sibari
- Cosenza – Paola
- Cosenza – Catanzaro Lido

## Galeria

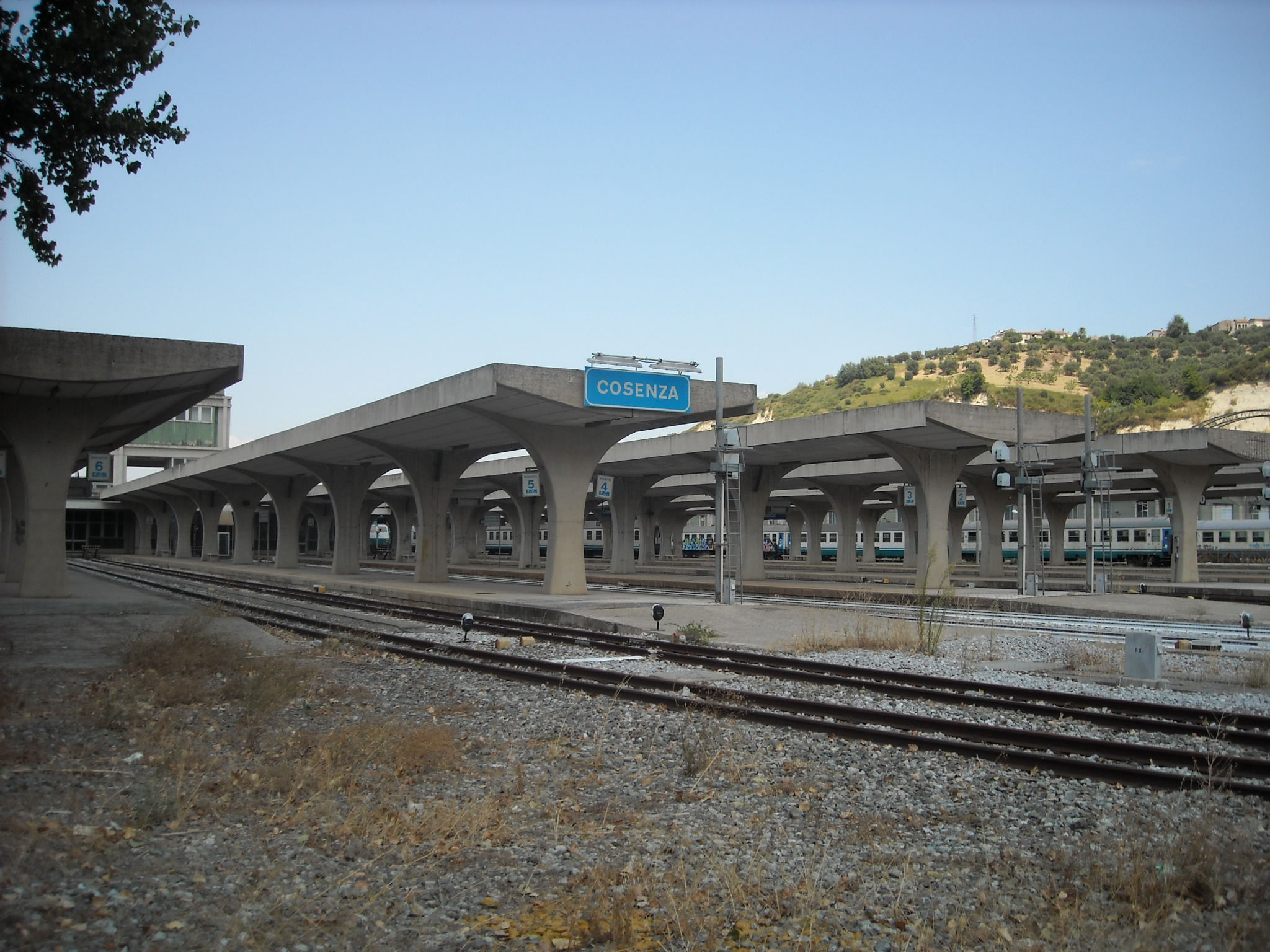
Perony stacji Cosenza Vaglio Lise
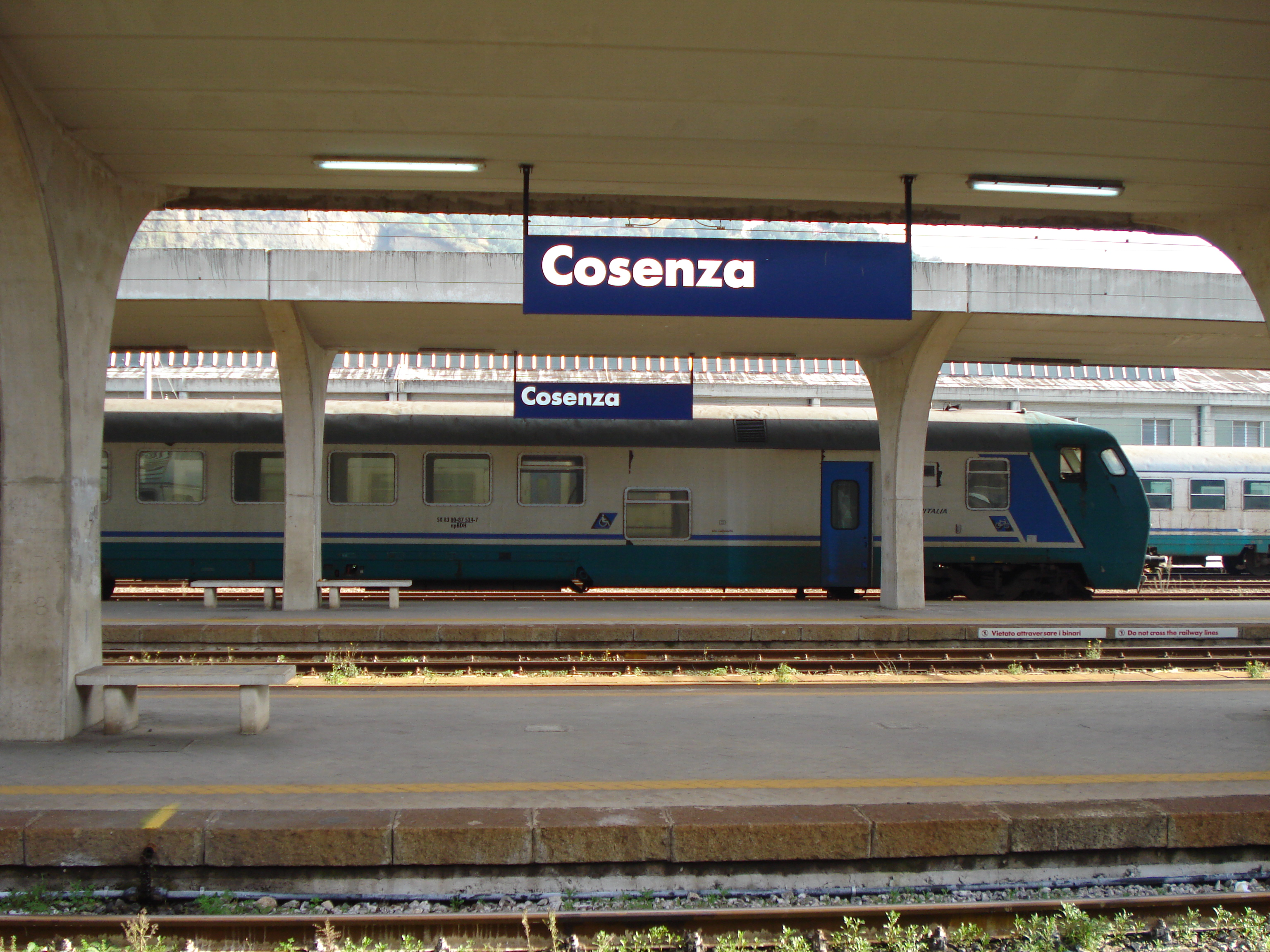
Perony stacji
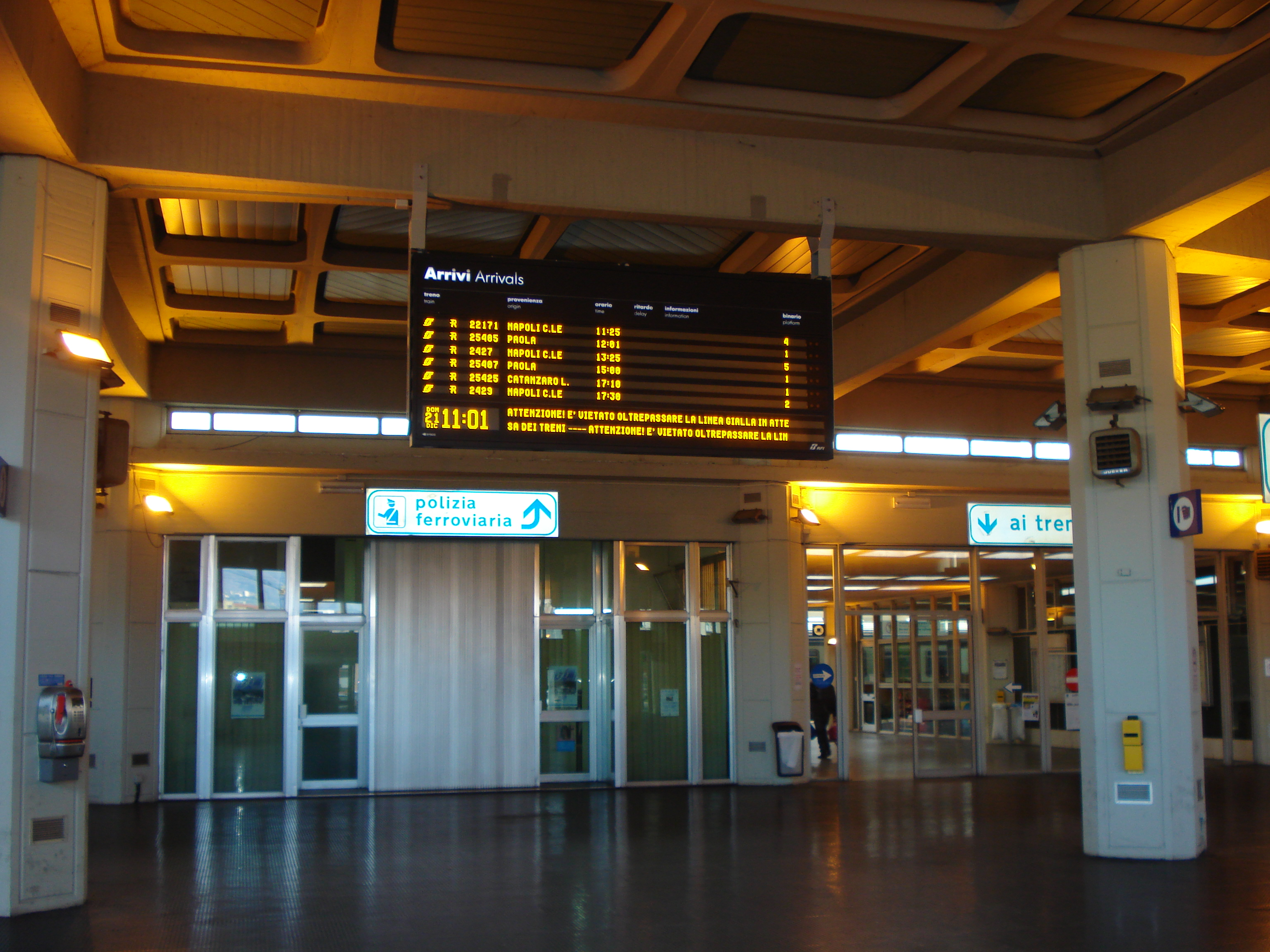
Poczekalnia na dworcu
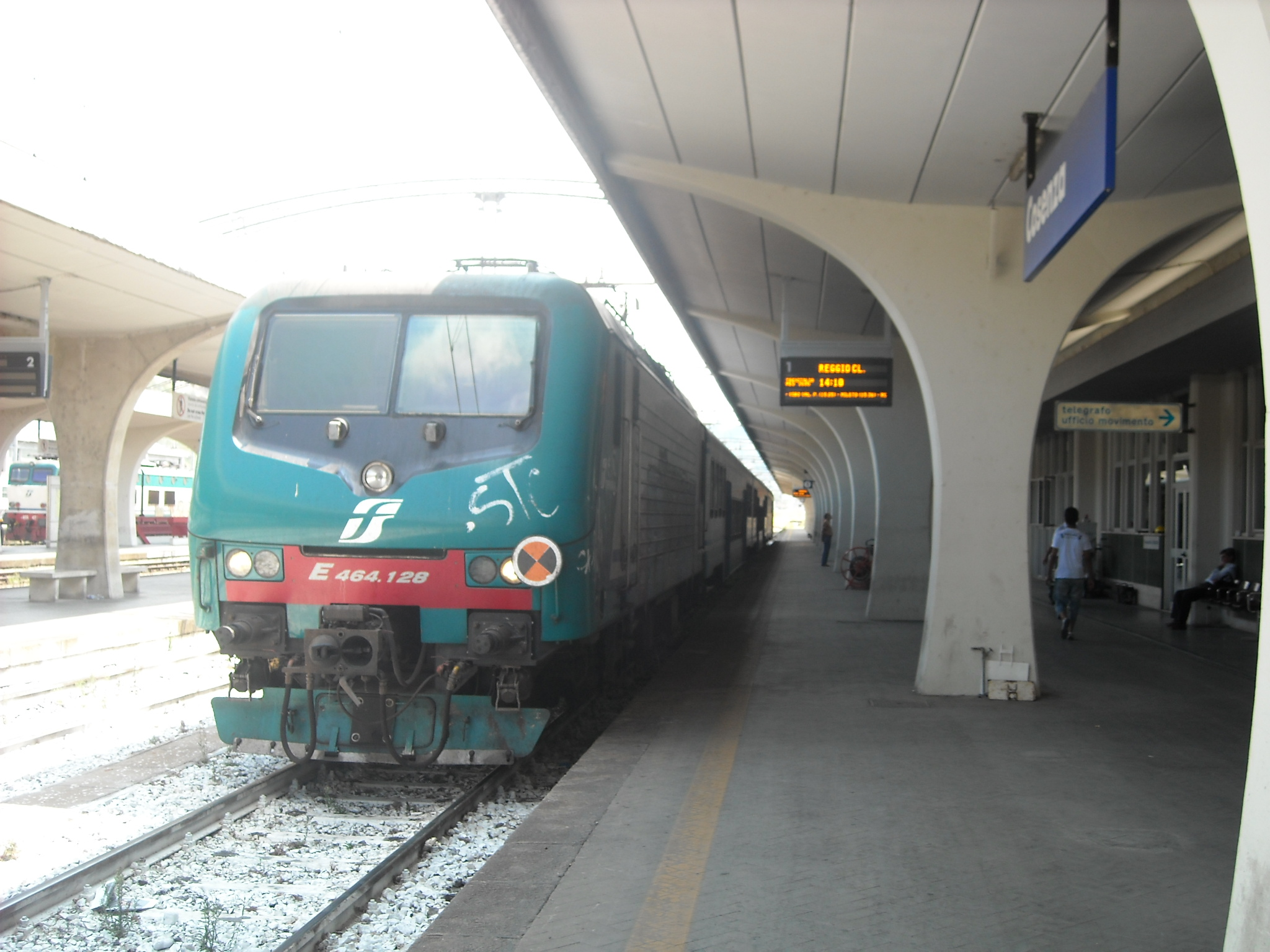
Lokomotywa FS E.464 z pociągiem do Reggio di Calabria Centrale